# Betim
Betim è un comune del Brasile nello Stato del Minas Gerais, parte della mesoregione Metropolitana di Belo Horizonte e della microregione di Belo Horizonte.

## Storia
La storia di Betim inizia nel XVIII secolo, ma divenne una città autonoma solamente nel 1939. Vi fu un forte sviluppo economico negli anni 1960, quando fu aperta la raffineria Gabriel Passos; l'apertura dello stabilimento Fiat nel 1976 trasformò la città e fu determinante per lo sviluppo del Minas Gerais. Betim è oggi la sede di un'intensa attività economica industriale.